# Ніколо Трон
Ніколо Трон (італ. Nicolò Tron) — 68-й венеційський дож у 1471—1473 роках.

## Біографія
Належав до новопатриціанського (італ. case nuove) роду Трон. Син Луки Трона з гілки Сан-Патерніан, члена Авагадорії, та Лачії Тревізан. Ніколо Трон розбагатів після 15-річної кар'єри купця на Родосі та Єгипті, зумівши накопичити статки у 90 тис. дукатів (60 тис. готівка, 30 тис. інвестиції в муда (торговельні каравани). Він придбав будинки та магазини на 20 тис. дукатів, що завжди дозволяло йому жити комфортним і заможним життям.
1432 року розпочав державну кар'єру, де відзначився своїми здібностями та надзвичайною турботою про довірені йому інтереси. Спочатку увійшов до Ради сорока, яка на той час виконувала судові функції. З 1444 до 1452 року брав участь в організації муд до Провансу, Північної Африки, Кримського півострова. У 1446 році його було обрано посадовцем з питань імпресивних зобов'язань (італ. Officiale agli Imprestidi). На цій посаді він відповідав за управління облігаціями (imprestiti), які були надзвичайно важливими для державного фінансування, здебільшого обов'язковими облігаціями. З 1445 року регулярно засідав у Сенаті, потім у радах мудрих (саві) та у Раді Десяти.
У 1449—1450 роках обійняв капітана галер Романії. 1451 році був подестою Бергамо, у 1461 році — капітаном Падуї. 1464 року став консільєре (радником) з морських справ доджа Крістофоро Моро. Через кілька місяців він вирушив у складі делегації до нового папи римського Пія II. 12 квітня 1466 року його було призначено прокуратором Святого Марка. 1470 року його син Джованні потрапив у полон до турків після облоги Негропонта, його було страчено.
На виборах дожа 25 листопада 1471 року Трон переміг у дев'ятому турі П'єтро Моченіго та Андреа Вендраміна. Святкування його інавгурації були особливо пишними, з пожертвами грошей та їжі не лише людям, а й духовенству та канонікам. Першим завданням дожа було відновлення державної скарбниці, яка була на межі банкрутства через втрати у битвах проти турків, оскільки йшла війна з Османською імперією. Цьому сприяла деяка перерва у боях, викликаною дипломатією Венеції, яка зуміло домогтися атаки шахіншаха Узун-Хасана на османські володіння. В результаті султан Мехмед II до 1473 року був вимушений витягнути свої сили до Малої Азії.
Діяльністю дожа, який завжди був дуже вправним у поводженні з грошима, були усі задоволені: менш заможні верстви населення не постраждали, але натомість було запроваджено податок на найважливіші фінансові й майнові активи.
1471 року завдяки наполяганням дожа було створено новий флот на чолі із П'єтро Моченіго, який було спрямовано до Егейського моря. там він активно атакував узбережжя Малої Азії. У червні 1472 року розпочалося зведення нової частини Арсеналу задля створення нового й потужнішого флоту задля продовження війни з Османською імперією. Це змусило вдатися до нових пози, що порушило позитивний баланс бюджету Республіки. 15 червня 1472 року укладається союз з Бургундським герцогством.

1472 року, завдяки тому, що було укладено шлюб венеційської патриціанки Катерини Корнаро з кіпрським королем Жаком II, чим збільшено вплив Венеції у цій державі. 

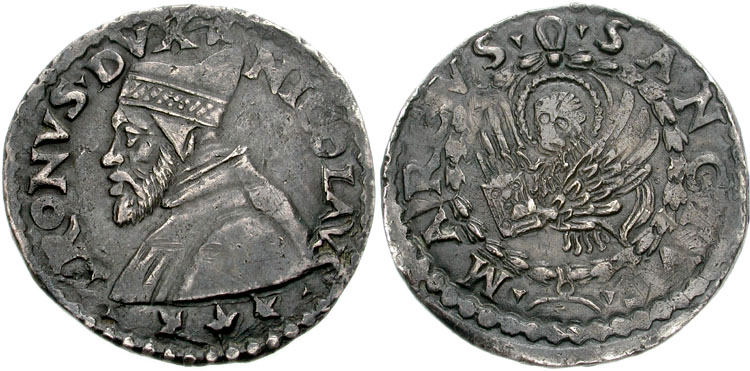
Ліра Ніколо Трона

Того ж року Трон реформував грошову систему Венеції, запровадив нову монету під назвою «срібна ліра» вагою 6,52 г з пробою 0,948 і коштувала 20 сольді (з карбуванням півліри та мідних багаттіно), на зворотному боці якої було зображено профіль дожа, як це було на стародавніх монетах; що таким чином суперечило венеціанській практиці відкидання будь-якого зв'язку культу особистості з Венеціанською республікою. Після його смерті монету змінили на абстрактне зображення дожа, що стоїть на колінах. Її зазвичай вважають першою лірою, випущеною в Італії.
Гробницю Трона замовив його син Філіппо Трон, її звели в базиліці Санта-Марія-Глоріоза-дей-Фрарі. Проектування та будівництво гробниці приписують архітектору Палацу дожів Антоніо Ріццо. Згідно з написом на пам'ятнику, гробниця була профінансована за рахунок здобичі, отриманої під час війн Троном з турками. також гробницю прикрашає статуя Трона у повний зріст, що стало нововведенням.
З 1424 року Трон був одружений з Аліодеєю Морозіні, відомою як Деа Трон або Деа Моро, яка славилася своєю красою, донькою Сільвестро Морозіні далла Сбарра, посла у Франції. У цьому шлюбі народилося двоє синів та п'ять доньок.